# أفضل هداف دولي في العالم 2006
أحرز اللاعب هومبيرتو سوازو لقب هداف العالم لعام 2006 برصيد 17 هدفا بحسب ما أعلن الاتحاد الدولي لتاريخ وإحصائيات كرة القدم.
وسجل سوازو 4 أهداف مع المنتخب بالإضافة إلى 13 أهداف مع كولوكولو في منافسات ومسابقات اتحاد كونكاكاف، وجاءت القائمة لابراز الهدافين خلال العام، كما هو موضح في الجدول التالي.

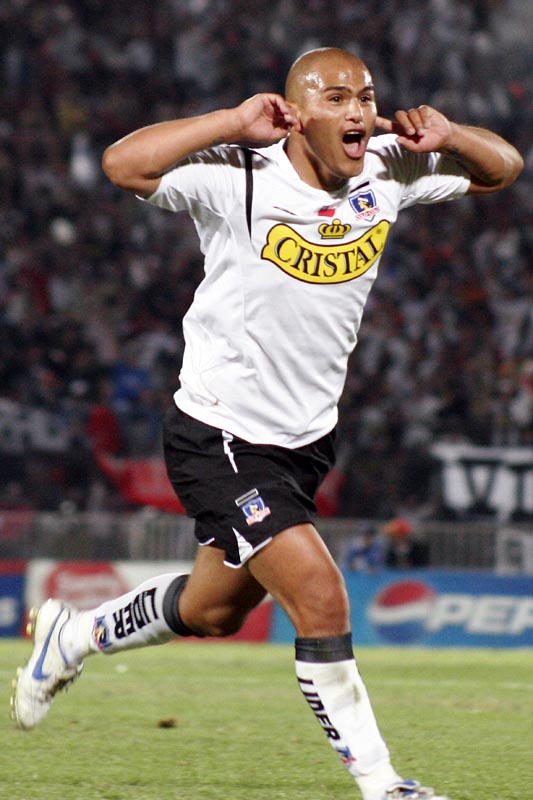
هومبيرتو سوازو هداف العالم لعام 2006

| التصنيف | لاعب                | البلد      | الإجمالي | اهدافه في المنتخب | اهدافه في الاندية | النادي            |
| ------- | ------------------- | ---------- | -------- | ----------------- | ----------------- | ----------------- |
| 1       | هومبيرتو سوازو      | تشيلي      | 17       | 4                 | 13                | كولوكولو          |
| 2       | بيتر كراوتش         | إنجلترا    | 16       | 11                | 5                 | ليفربول           |
| 3       | محمد أبو تريكة      | مصر        | 14       | 3                 | 11                | الأهلي            |
| 4       | ميروسلاف كلوزه      | ألمانيا    | 13       | 13                | 0                 | فيردر بريمين      |
| 5       | لوكاس بودولسكي      | ألمانيا    | 13       | 12                | 1                 | بايرن ميونخ       |
| 6       | ديديه دروغبا        | كوت ديفوار | 13       | 8                 | 5                 | تشيلسي            |
| 7       | أوغستين ديلغادو     | الأرجنتين  | 13       | 7                 | 6                 | ديبورتيفا دي كيتو |
| 8       | فهد عتال            | فلسطين     | 12       | 12                | 0                 | الجزيرة الأردني   |
| 9       | باستيان شفاينشتايغر | ألمانيا    | 12       | 10                | 2                 | بايرن ميونخ       |
| 10      | دافيد فيا           | إسبانيا    | 12       | 8                 | 4                 | فالنسيا           |

## مواضيع ذات صلة
- أفضل هدّاف العالم
- كرة قدم
- رياضة

## وصلات خارجية
- الموقع الرسمــي